# Gomphurus fraternus
Gomphurus fraternus – gatunek ważki z rodziny gadziogłówkowatych (Gomphidae). Występuje na terenie Ameryki Północnej – w USA i południowej Kanadzie.